# Oligopleura biplagiata
Oligopleura biplagiata là một loài bướm đêm trong họ Geometridae.